# Psila lineata
Psila lineata är en tvåvingeart som beskrevs av Friedrich Georg Hendel 1934. Psila lineata ingår i släktet Psila och familjen rotflugor. Inga underarter finns listade i Catalogue of Life.